# Pujalt (Lérida)
Pujalt es una localidad perteneciente al municipio de Sort, en la provincia de Lérida, comunidad autónoma de Cataluña, España. En 2021 contaba con 37 habitantes.